# StarCraft Editor de Campaña
→
El Editor de Campaña de StarCraft, comúnmente conocida como StarEdit, es el editor oficial de niveles de Starcraft y StarCraft: Brood War programado por Blizzard Entertainment. El editor del sistema de activadores permite a los usuarios cambiar radicalmente los mapas creados personalizados llamados escenarios. La comunidad de StarCraft ha construido nuevos editores y funcionalidades que otorgan a los usuarios aún más el poder de modificar el juego. La empresa Microstar venden un CD con nuevos niveles creados con el StarEdit característica, pero se vio obligado a detenerse cuando Blizzard ganó su caso judicial en contra de su distribución.
Los escenarios son en general, ya sea partidas todos contra ti (Refriega) o Usando la configuración del mapa (Use Map Settings). Juegos Melee: Los jugadores comienzan al azar en un solo lugar con su edificio principal que provee de trabajadores (Centro de mando Terran, Criadero Zerg, o Nexus Protoss) y además, cuatro unidades constructoras ya hechas. Es el tipo más popular de partida, ya que se utiliza en los torneos y juegos Ladder (Con clasificación). La mayoría de los juegos ocasionales cuerpo a cuerpo se juegan en mapas rápidos "Fastest", mapas con gran cantidad de recursos cerca del edificio principal. Los primeros depósitos de gas y de minerales a menudo se establecen para un tope de 50000 o más para eliminar la necesidad de expansión de los jugadores en busca de recurso. Los mapas "Fastest" han sido criticadas por no ser un reto para desarrollar capacidades como la orden de la creación y la expansión empresarial, favoreciendo a los jugadores más débiles.
Escenarios sobre la base de 'géneros' han surgido, incluyendo mapas de Defensa, StarCraft Diplomacia, RPG, Magic: The Gathering, la Locura, o los mapas temáticos como los basados en: "El Señor de los anillos". Las campañas para un solo jugador, son mapas que al terminar, continúan con otros mapas que se han editado usando StarEdit, y han ganado importancia. Siguiendo el ejemplo de la Crónicas de Antioquía, muchas campañas incluyen ciertas modificaciones: añadir nuevos héroes,
objetos especiales y hasta sonido personalizado en algunos de ello. Los creadores de mapas pueden editar las configuraciones del terreno, crear nuevas unidades y personajes, que el Editor, StarEdit es incapaz de hacer. En el sitio StarCraft.org es una página web oficial (Actualmente en actualización)
- Datos: Q843216